# Alexandra Maria Linder
Alexandra Maria Linder (* 16. Mai 1966 in Wolfsberg, Kärnten) ist eine deutsche Publizistin und Übersetzerin. Sie ist Bundesvorsitzende der Aktion Lebensrecht für Alle. Im April 2017 wurde sie zur Bundesvorsitzenden des Bundesverbands Lebensrecht gewählt.

## Leben
Linder besuchte von 1976 bis 1985 das Städtische Gymnasium Moltkestraße Gummersbach, es folgte für ein Jahr die Höhere Handelsschule für Abiturienten in Gummersbach. In den Jahren 1986 bis 1989 wurde sie zur Reiseverkehrskauffrau ausgebildet. Von 1989 bis 1998 studierte Linder Romanische Philologie (Französisch und Spanisch) und Ägyptologie an der Universität Köln und schloss mit dem Magister Artium ab. Linder arbeitete als Reiseverkehrskauffrau; als Dozentin für Bahn- und Reiseverkehrsgeographie beim Fachverband für touristische Aus- und Weiterbildung e. V. (AJT) Köln; für die TÜV-Akademie (Köln und Mönchengladbach); für die Deutsche Angestellten-Akademie (DAA) Bergisch Gladbach; für die Akademie für Führungskräfte der Wirtschaft der Cognos AG in Bad Harzburg und die AKAD Bildungsgesellschaft Stuttgart (Redigieren und Erstellen von Studienbriefen); als Sprachlehrerin; als ehrenamtliche Mitarbeiterin bei katholischen Hörfunksendern; als Moderation der Fernsehsendung Spirit – Leben mit Stil. Derzeit ist sie tätig als Dozentin für den gesamten Touristikbereich bei der Akademie Sprachenschule Siegerland (SPS) Siegen und übernimmt Moderatorenaufgaben und journalistische Aufträge. Im Jahr 2010 wurde sie in den Beirat der Agentur Ragg’s Domspatz berufen. Seit 1992 engagiert sie sich bei der Aktion Lebensrecht für Alle, seit 2001 im Bundesvorstand und von 2016 bis 2019 als Bundesvorsitzende. Seit 2017 ist sie Vorsitzende des Bundesverband Lebensrecht.  
Neben ihrer Vorstands- und Vortragstätigkeit schreibt sie Kolumnen, Zeitungsartikel und veröffentlicht Bücher zu Lebensrechtsthemen. Sie ist verheiratet und hat drei Kinder, wohnhaft in Weuspert.

## Werke (Auswahl)
- Geschäft Abtreibung. Augsburg, Sankt-Ulrich-Verlag, 2009. ISBN 978-3-86744-084-4
- Klartext und Klischees: Lebensrecht. Aachen, MM-Verlag, 2011. ISBN 978-3-942698-05-4